# Gonfalon de L'Aquila
Gonfalon du Saint-Esprit  (en italien : Gonfalone dello Spirito Santo) est une peinture religieuse, un gonfalon réalisé en tempera sur soie de Giovan Paolo Cardone, datant de 1579 environ et conservée au musée national des Abruzzes à L'Aquila.

## Histoire
L'œuvre est une bannière de procession, un gonfalon copié sur celui de Rinaldo il Fiammingo, offert à Rome par la Confraternité de L'Aquila pour le jubilée de 1575 (Basilique Saint-Pierre de Rome).
Destiné aux processions publiques locales invoquant la protection divine,  il se doit d'appeler par leur représentation, les saints locaux pour la protection de la ville, mais aussi les saints populaires du temps. 
La bannière est conservée dans la Sala del Gonfalone du musée à la suite de sa restauration en 1984-1985.

## Iconographie
Les thèmes chrétiens sont traités : la Crucifixion, l'Annonciation, la représentation des intercesseurs (les saints protecteurs de la cité, des saints évêques, des saints populaires).
La personnalisation de la bannière se traduit par une représentation stylisée de la cité que les fidèles doivent reconnaître pour accentuer leur dévotion.

## Description
Sur un fond rouge vif (couleur symbolique de la Passion du Christ)  plusieurs figures sainte et scènes s'affichent en couleurs plus fades, :
Dans le registre céleste du haut, placés sur une nuée contenant un couple d'angelots portant un vase : le Christ près de la croix de son supplice
Il est entouré d'une Annonciation d'encadrement avec Marie annoncée à gauche (surprise dans sa lecture) et l'archange Gabriel annonciateur à droite (près de la colonne).
Dans le registre en dessous, placés sur une nuée également :  une maquette idéalisée de la cité de l'Aquila, reconnaissable sur sa colline par ses bâtiments, soutenue par les saint locaux (Maxime d'Aquila, Célestin, Bernardin de Sienne (avec la mitre refusée au sol), Eutizio di Ferento (it)), , montrant que .
La bande du bas en prédelle, comporte les portraits des saints populaires, François d'Assise, Bernardin de Sienne, et Jacques de la Marche, en alternance avec deux figures d'évêques (portant la mitre).
Deux aigles figurent au milieu des bandes latérales verticales pour les armes de la cité.